# Щорс, Николай Александрович
Никола́й Алекса́ндрович Щорс (укр. Мико́ла Олекса́ндрович Щорс; 25 мая (6 июня) 1895 — 30 августа 1919) — офицер военного времени Русской императорской армии, затем командир украинских красногвардейских повстанческих формирований, начальник дивизии Красной Армии времён Гражданской войны в России, член РКП(б) с осени 1918 года.

Николай Щорс
(открытка «ИЗОГИЗ», СССР, 1961)

## Биография

### Юность
Родился и вырос в посёлке Сновск Великощимельской волости Городнянского уезда Черниговской губернии Российской Империи (ныне город Сновск Корюковского района Черниговской области Украины) в многодетной семье рабочего-железнодорожника происхождением из крестьян Минской губернии Александра Щорса.
В 1905—1909 годах учился в церковно-приходской школе. В 1910 году, вместе с братом Константином, поступил в военно-фельдшерскую школу (в Киеве), которую окончил в июне 1914 года.

### Первая мировая война
1 августа 1914 года Российская империя вступила в Первую мировую войну, и Николай получил назначение на службу в войска Виленского военного округа. Служил нестроевым нижним чином на правах вольноопределяющегося на должности младшего военного фельдшера в 3-м мортирном артиллерийском дивизионе 3-го армейского корпуса. В 1914—1915 годах принимал участие в боевых действиях на Северо-Западном фронте. В декабре 1914 года был ранен, — остался в строю.
В конце октября 1915 года 20-летний Щорс был определён на действительную военную службу и переведён в запа́сный батальон вольноопределяющимся рядового звания. В январе 1916 года направлен на четырёхмесячный ускоренный курс Виленского военного училища, эвакуированного к тому времени в Полтаву. По окончании ускоренного курса, 1 июня 1916 года был произведён из юнкеров в прапорщики армейской пехоты и направлен на службу в 142-й пехотный запасный полк (г. Симбирск). С октября 1916 года состоял младшим офицером в 335-м пехотном Анапском полку 84-й пехотной дивизии, действовавшей на Юго-Западном и Румынском фронтах, принимал участие в боевых действиях. В марте-апреле 1917 года обучался при штабе 9-й армии на краткосрочных офицерских курсах командиров батальонных штурмовых (траншейных) команд, — осваивал тактику применения бомбомётов и миномётов в позиционных боях. 30 апреля 1917 года произведён в подпоручики (со старшинством с 01.02.1916).
На войне Щорс заболел открытой формой туберкулёза и в мае 1917 года был направлен на лечение в Симферополь, в военный госпиталь. Там, посещая митинги солдат запасного полка, приобщился к революционному движению. После Октябрьской революции, 15 декабря 1917 года, Щорс был освобождён от военной службы «по болезни» и уехал на родину, в Сновск.

### Гражданская война
В марте 1918 года, в связи с оккупацией Черниговской губернии германскими войсками, Щорс с группой товарищей (брат Константин, дядя Казимир) ушёл из Сновска в Семёновку и возглавил там объединённый повстанческий партизанский отряд Новозыбковского уезда (300—500 чел.), участвовавший в марте — апреле 1918 в боях с оккупантами в районе Злынки, Клинцов.
Под натиском превосходящих сил противника партизанский отряд отошёл на территорию Советской России и в начале мая 1918 был интернирован российскими властями. Щорс направился в Самару, затем в Москву. Принял участие в революционном движении, познакомился с лидерами большевиков и левых эсеров.
В Москве делает попытку поступить на медицинский факультет Московского университета, предоставив поддельное свидетельство об окончании Полтавской духовной семинарии, дающее право на вступление в университет; однако, встретив знакомого Казимира Квятека, меняет своё решение и вместе с ним отправляется в Курск, в распоряжение Всеукраинского ЦВРК. С мандатом ВУЦВРК в конце августа 1918 прибывает в нейтральную зону (в село Юриновка) к начальнику штаба повстанческого участка Унеча—Зерново С. И. Петриковскому-Петренко.

Территория, оккупированная войсками Германии и Австро-Венгрии в марте-апреле 1918 года

В сентябре 1918 года, по заданию Всеукраинского центрального военно-революционного комитета, сформировал в районе Унечи, в нейтральной зоне между германскими оккупационными войсками и Советской Россией, из отдельных украинских партизанских отрядов и местных жителей 1-й Украинский советский полк имени Богуна, вошедший в состав 1-й Украинской повстанческой дивизии под командованием Н. Г. Крапивянского. 
Приказом Всеукраинского Центрального военно-революционного комитета (ВЦВРК) от 22 сентября 1918 года Щорс был назначен командиром «Украинского революционного полка имени товарища Богуна», в октябре — командиром 2-й бригады в составе Богунского и Таращанского полков 1-й Украинской советской дивизии, которая в боях с армией Украинской Народной республики отбила Чернигов, Киев, Фастов. По словам В. А. Антонова-Овсеенко, красноармейцы любили Щорса за заботливость и храбрость, командиры уважали за толковость, ясность и находчивость.
После занятия Киева 5 февраля 1919 года 24-летний Николай Щорс был назначен комендантом Киева и, по решению Временного рабоче-крестьянского правительства Украины, награждён почётным золотым оружием.

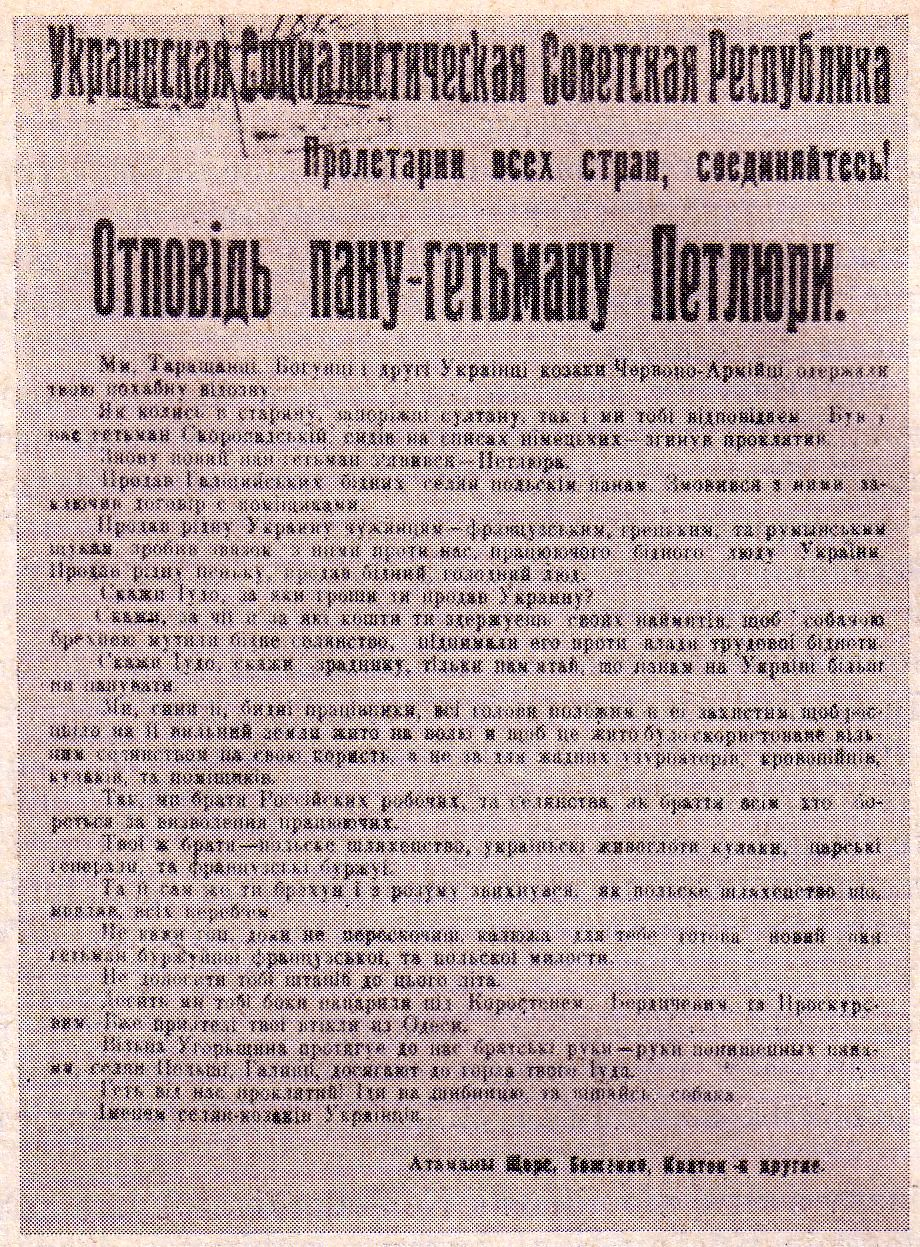
Отповедь «атамана» Щорса «пану-гетману» Петлюре, 1919 год

С 6 марта по 15 августа 1919 года Щорс командовал 1-й Украинской советской дивизией, которая в ходе стремительного наступления отбила у петлюровцев Житомир, Винницу, Жмеринку, разбила главные силы УНР в районе Сарны — Ровно — Броды — Проскуров, а затем летом 1919 года оборонялась в районе Сарны — Новоград-Волынский — Шепетовка от войск Польской Республики и петлюровцев, но была вынуждена отойти на восток.
В мае 1919 года Щорс не поддержал Григорьевское восстание.
15 августа 1919 года, в ходе переформирования Украинских советских дивизий в регулярные части и соединения единой Красной армии, 1-я Украинская советская дивизия под командованием Н. А. Щорса была объединена с 3-й пограничной дивизией под командованием И. Н. Дубового, став 44-й стрелковой дивизией РККА.

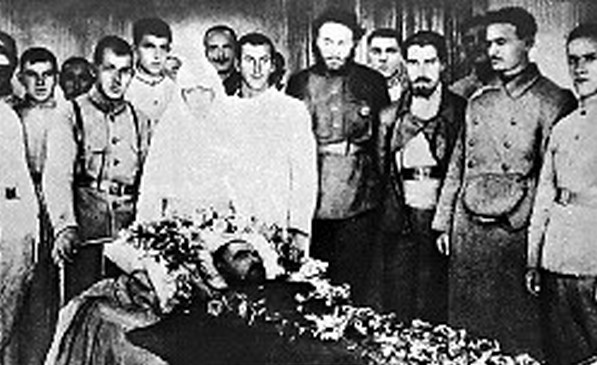
22 августа 1919 года. Командиры 1-й Украинской советской дивизии прощаются с Василием Боженко. Николай Щорс на фото 4-й справа

С 21 августа начальником дивизии назначен Щорс, заместителем начальника дивизии — Дубовой. Дивизия состояла из четырёх бригад.
Дивизия упорно обороняла Коростенский железнодорожный узел, что обеспечило эвакуацию Киева (31 августа город был взят Добровольческой армией генерала Деникина) и выход из окружения Южной группы 12-й армии.

### Гибель
30 августа 1919 года, в бою с 7-й бригадой 2-го корпуса Галицкой армии около села Белошицы (ныне Коростенского района Житомирской области, Украина), находясь в передовых цепях Богунского полка, Щорс был убит при невыясненных обстоятельствах.
Тело Щорса перевезли в Самару, где и похоронили на православном Всесвятском кладбище (ныне — бывшая территория Самарской кабельной компании, в 2010-е построен ТРК «Гудок»). По одной из версий, его вывезли именно в Самару, так как там проживали родители его жены Фрумы Ефимовны.
В 1949 году в Куйбышеве была произведена эксгумация останков Щорса. 10 июля 1949 года в торжественной обстановке прах Щорса перезахоронили на Куйбышевском городском кладбище. Тело было обнаружено хорошо сохранившимся, практически нетленным, хотя и пролежало в гробу 30 лет. Объясняется это тем, что когда в 1919 году Щорса хоронили, тело его было предварительно набальзамировано, вымочено в крутом растворе поваренной соли и помещено в запаянный цинковый гроб. К 1954 году на могиле был установлен гранитный обелиск. Архитектор — Алексей Моргун, скульптор — Алексей Фролов.

## Исследования гибели
Официальная версия о том, что Щорс погиб в бою от пули петлюровского пулемётчика, с началом «оттепели» 1960-х годов стала подвергаться критике.
Первоначально исследователи инкриминировали убийство командира Ивану Дубовому, который в годы Гражданской войны был заместителем Николая Щорса в 44-й дивизии. В сборнике 1935 года «Легендарный начдив» помещено свидетельство Ивана Дубового:

 «Противник открыл сильный пулемётный огонь и, особенно помню, проявлял „лихость“ один пулемёт у железнодорожной будки… Щорс взял бинокль и начал смотреть туда, откуда шёл пулемётный огонь. Но прошло мгновение, и бинокль из рук Щорса упал на землю, голова Щорса тоже…» 
 Голову смертельно раненного Щорса бинтовал Дубовой. Щорс умер у него на руках. «Пуля вошла спереди, — пишет Дубовой, — и вышла сзади», хотя он не мог не знать, что входное пулевое отверстие меньше выходного. Когда медсестра Богунского полка Анна Розенблюм хотела сменить первую, весьма поспешную повязку на голове уже мёртвого Щорса на более аккуратную, Дубовой не разрешил. По распоряжению Дубового тело Щорса без медицинского освидетельствования отправили для захоронения за полторы тысячи вёрст в Россию, в Самару. Свидетелем гибели Щорса был не только Дубовой. Рядом находились командир Богунского полка Казимир Квятек и уполномоченный реввоенсовета 12-й армии Павел Танхиль-Танхилевич, посланный с инспекцией членом РВС 12-й армии Семёном Араловым.
Вероятным исполнителем убийства красного командира называется[кем?] Павел Самуилович Танхиль-Танхилевич, а возможным заказчиком — Семён Аралов, у которого с Щорсом были натянутые отношения. Танхиль-Танхилевичу было двадцать шесть лет, родился он в Одессе, окончил гимназию, разговаривал по-французски и по-немецки. Летом 1919 года стал политическим инспектором Реввоенсовета 12-й армии. Через два месяца после гибели Щорса он уехал с Украины и прибыл на Южный фронт в качестве старшего цензора-контролёра Военно-цензурного отдела Реввоенсовета 10-й армии. Другие исследователи отрицают эту версию гибели Щорса.
Попытка современных исследователей судебно-экспертным путём установить характер смертельного ранения Щорса не удалась: исследования черепа в 1949 и в 1964 годах были неполные и недостаточно квалифицированные, объективные данные для экспертизы не сохранились. Поэтому характер смертельного ранения Н. А. Щорса объективно является не установленным.

## Семья
- Жена — Фрума Ефимовна Ростова-Щорс, урождённая Ха́йкина.
  - Дочь — Валентина Николаевна Щорс (1920—2005), была замужем за физиком-теоретиком И. М. Халатниковым.

## Память
До 1935 года имя Щорса не было широко известно, о нём не упоминала даже Большая Советская Энциклопедия. В феврале 1935 года, вручая Александру Довженко орден Ленина, Сталин предложил ему создать фильм об «украинском Чапаеве», что и было сделано: в 1939 году в прокат вышел художественный фильм «Щорс». Позднее о Щорсе написали несколько книг, песен, оперу, его именем назвали школы, улицы, сёла и даже город.

### В произведениях литературы
- В 1935 году очевидец Гражданской войны на Украине Михаил Голодный написал стихи, которые в 1936 году стихи положил на музыку композитор Матвей Блантер. Так появилась «Песня о Щорсе»[16], получившая широкую известность в СССР в довоенный период, в войну, и сохранившая популярность в послевоенное время.
- В 1937 году в серии «Повести о Красной армии» была издана документальная повесть Евгения Герасимова и Mихаила Эрлиха «Щорс», дополненная фотографиями комдива.
- Гроссман, Василий Семёнович в романе «Жизнь и судьба» упоминает «о молоденьком офицерике Щорсе, приказавшем выпороть в своём вагоне членов комиссии, присланной Реввоенсоветом ревизовать щорсовский штаб».
- Михаил Инсаров-Вакс, служивший под началом Щорса, так его описывал в своих воспоминаниях: «…Николай Александрович пользовался среди красноармейцев всей дивизии огромным авторитетом. Его сильно любили и уважали. И он это вполне заслужил… Выходец из крестьянской семьи, Щорс был организатором и первым командиром Богунского полка, а впоследствии командиром всей дивизии. Его мощная фигура проходит через все походы против петлюровцев и бои с ними. Бывший незаметный прапорщик, он с котомкой на плечах пришёл к боевикам-партизанам, чтобы организованными рядами повести их в бой с угнетателями рабочих и крестьян. Сочетая в себе безграничную храбрость и бунтарский дух партизана с чётким дисциплинированным умом красного вождя, Николай Александрович был очень отзывчивым и задушевным товарищем»[17].

### В скульптуре
- Памятник Н. А. Щорсу (1932 г.) в Житомире. Уничтожен немецкими оккупантами в 1941 году, позднее восстановлен не был[18].
- Памятник Н. А. Щорсу (1952 г.) в Клинцах в Брянской области.
- Памятник на могиле Щорса в Самаре (1953 г.)[19].
- Памятник Н. А. Щорсу в Киеве (1954 г.; демонтирован в 2023 году)
- Бюст Н. А. Щорса в Белгороде (1981 г.)[20].
- Бюст Н. А. Щорса в Ковылкино в Республике Мордовия (1963 г.).
- Бюст Н. А. Щорса в Чернигове (1977 г.). Демонтирован в 2015 году[21].
- Бюст Н. А. Щорса в Гродно (1983 г.).
- Бюст Н. А. Щорса в Самаре (установлен в 1980-х годах)[22].
- Памятники Н. А. Щорсу в Брянске, Унече и Злынке.

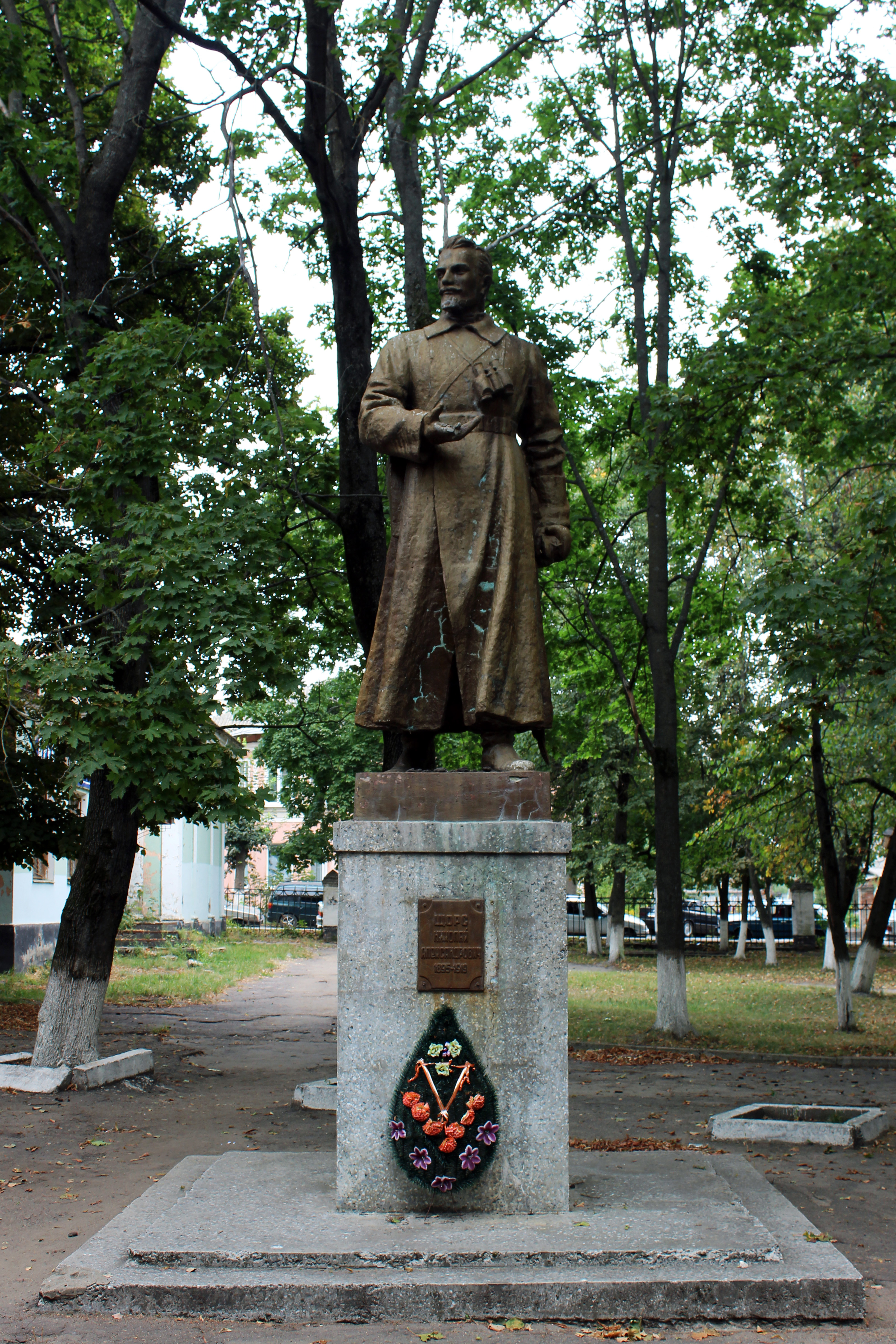
Памятник Щорсу в Клинцах (установлен в 1952 году)
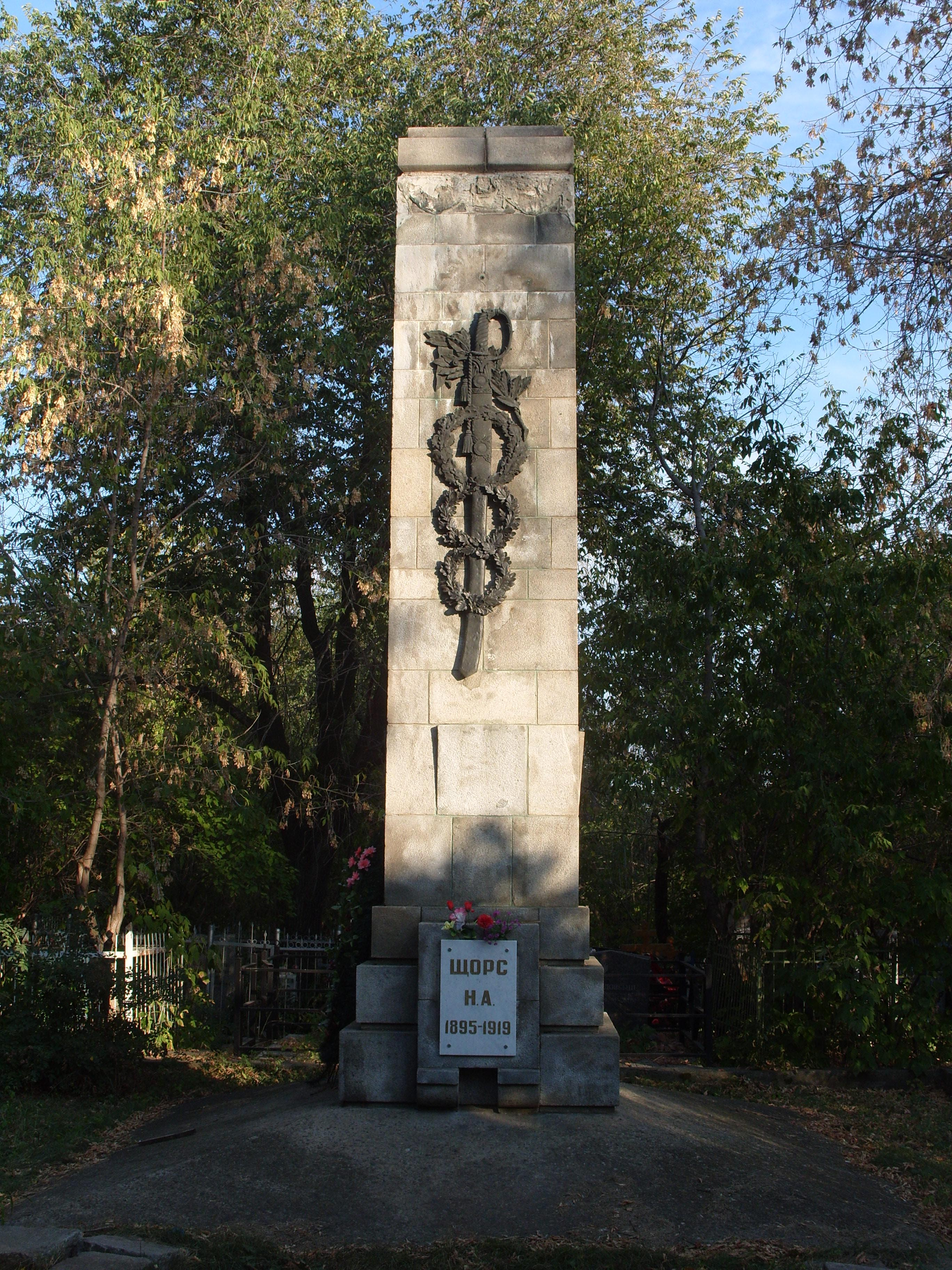
Памятник на могиле Щорса в Самаре (установлен в 1954 году)
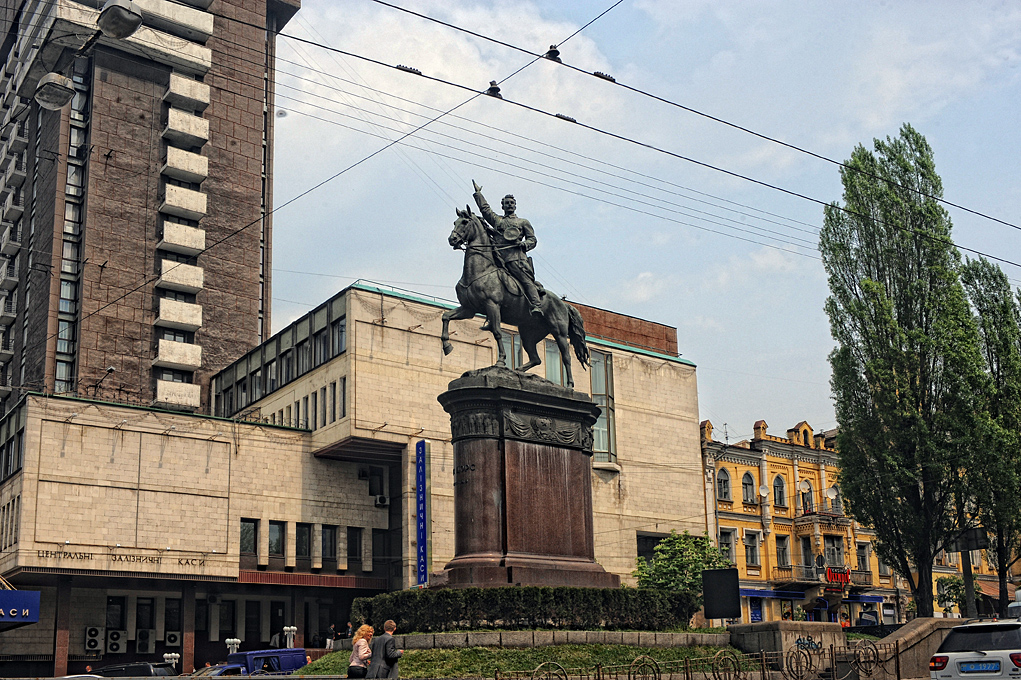
Памятник Щорсу в Киеве (установлен в 1954 году, демонтирован в 2023 году)
Бюст Щорса в Ковылкино (установлен в 1963 году)
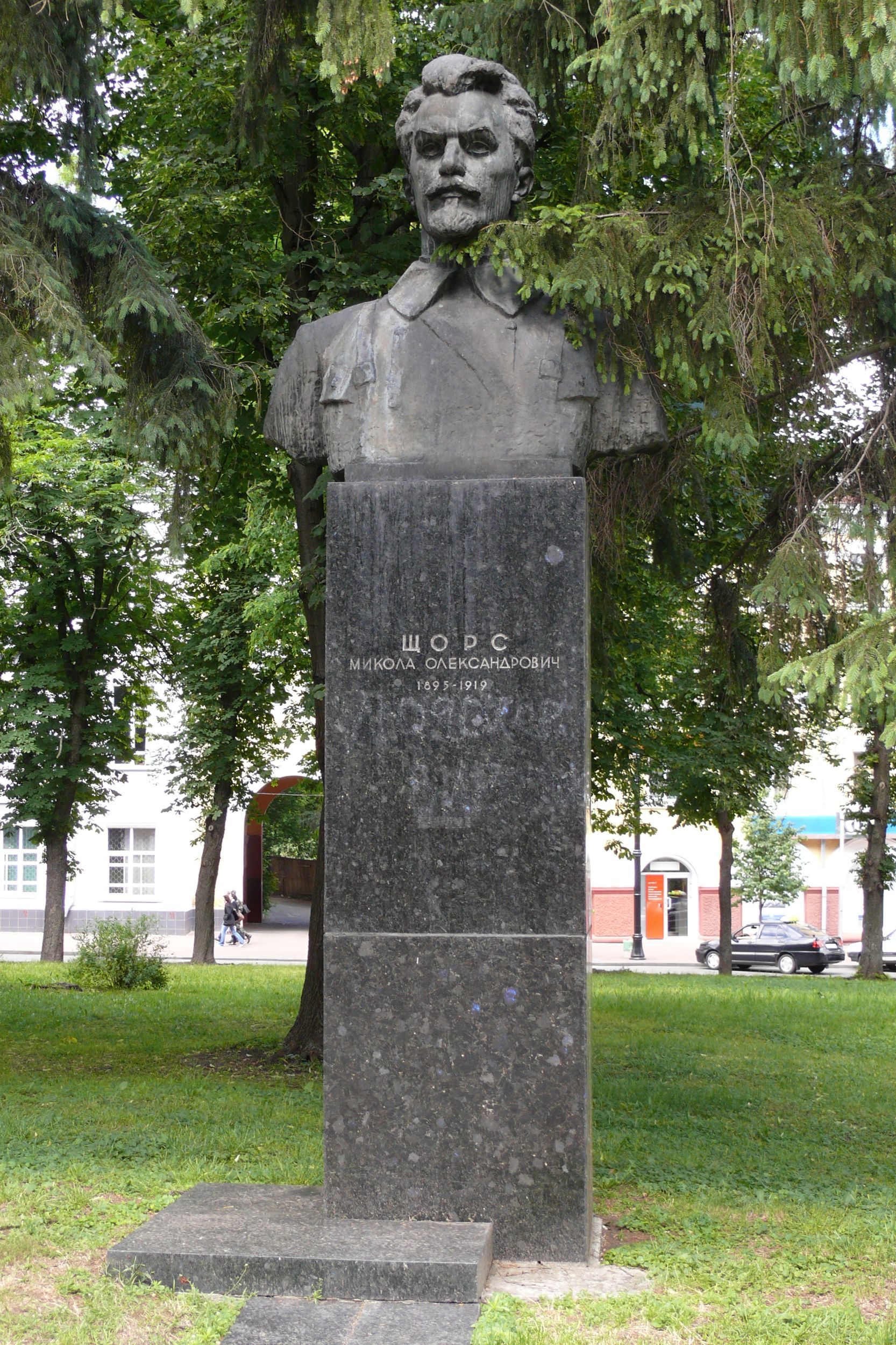
Бюст Щорса в Чернигове (установлен в 1977 году, демонтирован в 2015 году)
Мемориальная доска Щорсу в Виннице (фото 2013 года, демонтирована в 2016 году)
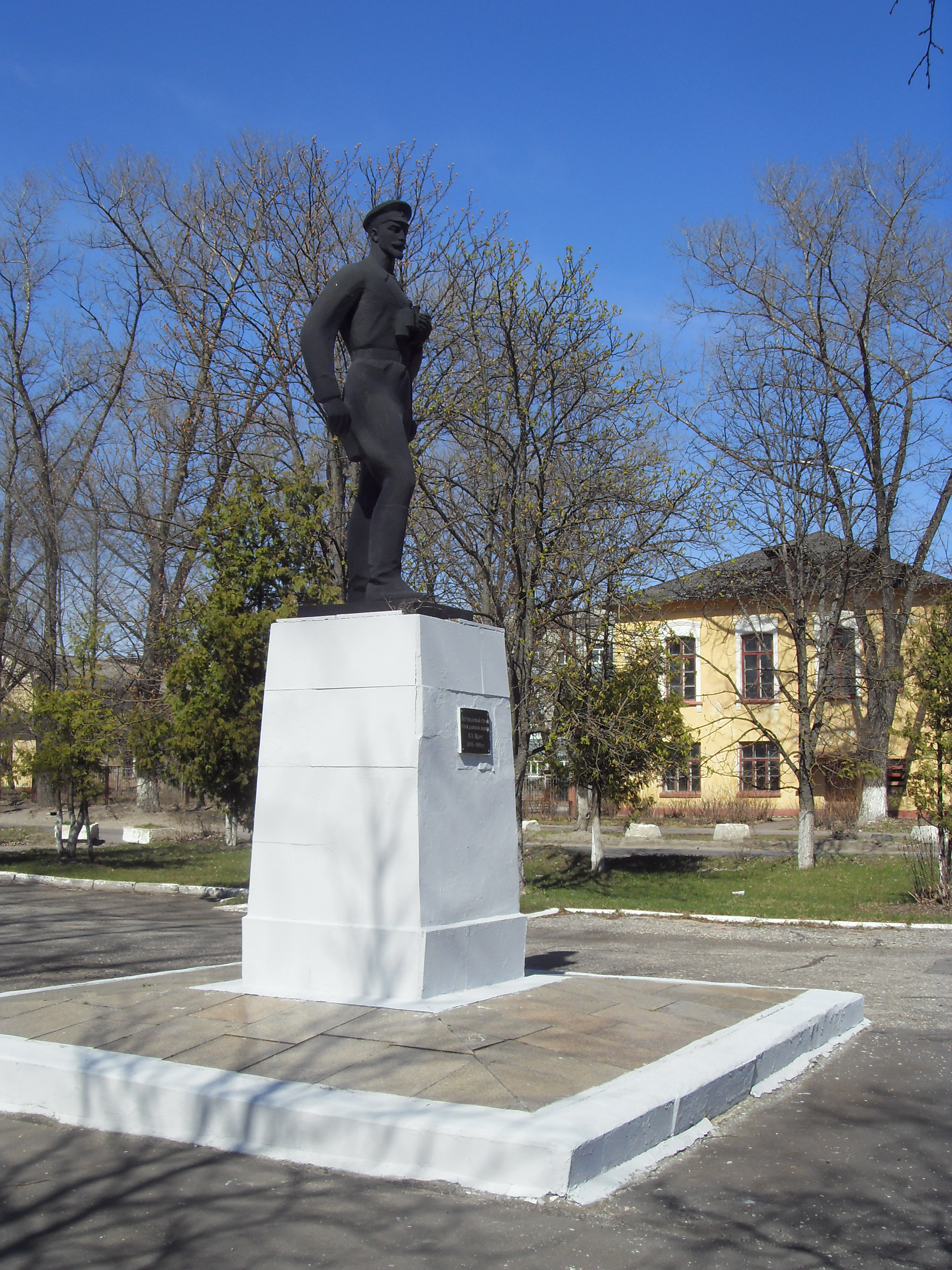
Памятник Щорсу в Брянске
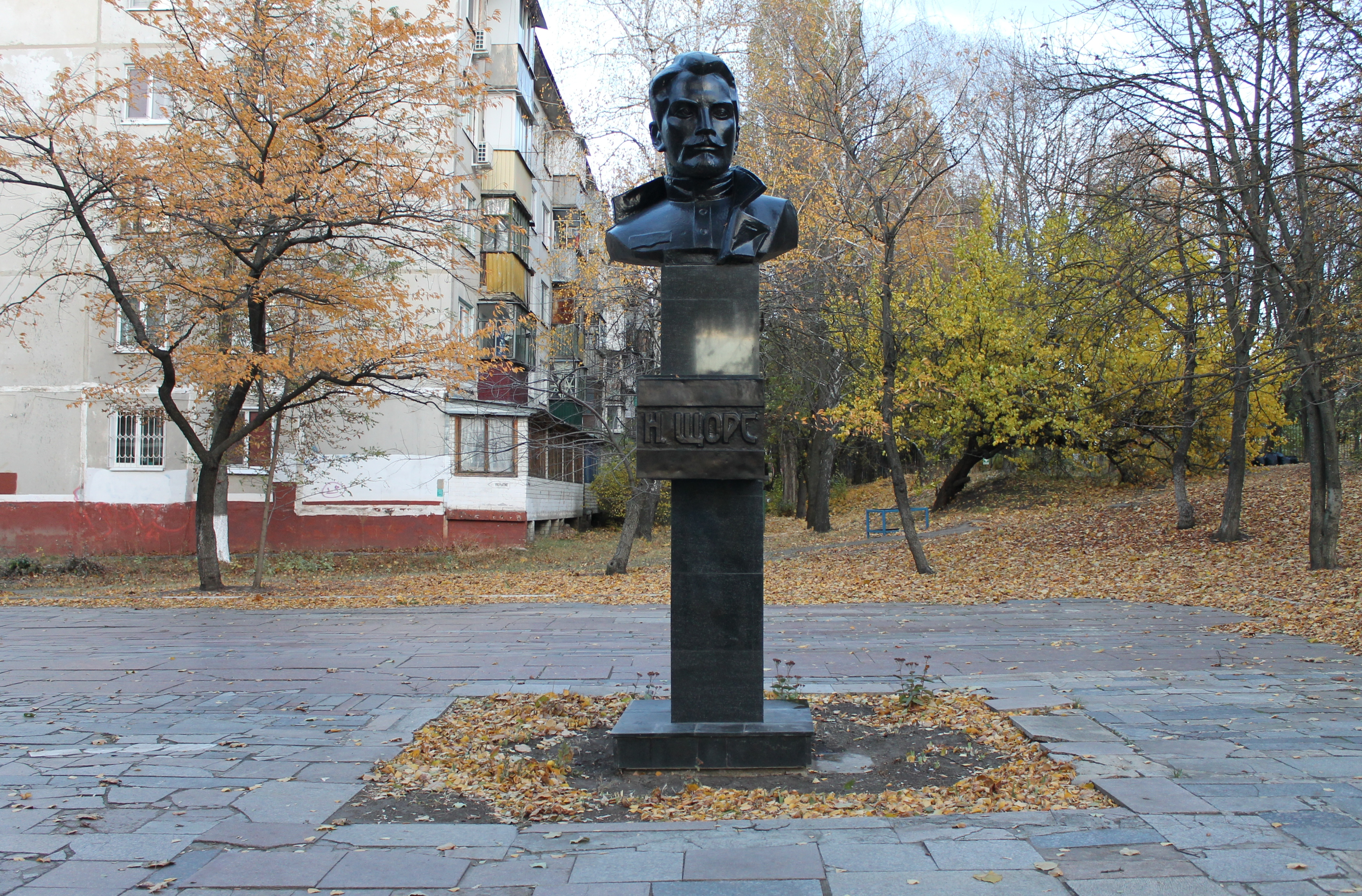
Бюст Н. А.Щорса в Белгороде (установлен в 1981)

### В названиях улиц и парков
- Его именем названы улицы в населённых пунктах: Абакан, Адлер, Азнакаево, Актобе, Алматы, Апшеронск, Асбест, Асино, Астана, Атбасар, Балаково, Баку[23], Белая Церковь, Белгород, Белогорск, Бендеры, Бердичев, Бобруйск, Богородск, Брест, Брянск, Бугульма, Бузулук, Быхов, Великие Луки, Верхняя Пышма, Винница, Витебск, Владикавказ, Волгоград, Волжск, Воронеж, Гродно, Гуково, Джанкой, Дзержинск (Нижегородская область), Днепр, Добруш, Докучаевск, Донецк, Дудинка, Дятьково, Ейск, Екатеринбург, Житомир, Запорожье, Иваново, Ивантеевка, Ижевск, Измаил, Ирпень, Иркутск, Йошкар-Ола, Казань, Калач-на-Дону, Караганда, Клинцы, Калининград, Киев[24], Кинешма, Киров, Ковров, Ковылкино, Коломна, Комрат, Конотоп, Константиновка, Краснодар, Красноярск, Кременчуг, Кривой Рог, Кузнецк, Курган, Курганинск, Лабинск[25], Лида, Липецк, Луганск, Луцк, Лыщичи[26], Магнитогорск, Минеральные Воды, Минск, Мичуринск, Москва, Мытищи[27], Нальчик, Находка, Нерехта, Нижний Тагил, Николаев, Новая Каховка, Новоалтайск, Новокузнецк, Новороссийск, Новочеркасск, Одесса[28], Октябрьский, Орск, Павловский Посад, Пастушный[29], Петрозаводск, Подольск, Ржев, Рязань, Салехард, Саранск, Саратов, Сафоново, Симферополь, Славянск-на-Кубани, Смоленск, Ставрополь, Сумы, Таганрог, Тамбов, Тверь, Темиртау, Тирасполь, Томск, Туапсе, Тула, Тюмень, Ульяновск, Унеча, Уссурийск, Уфа, Фурманов, Хабаровск, Хасавюрт, Хмельницкий, Чапаевск (Самарская область), Чернигов, Чугуев, Чунский (Иркутская область), Шебекино, Энгельс, Ялта, Ярославль; проезд в Орле[30], проспект в Ленинграде[31].
- Именем Н. А. Щорса названы парки и скверы в городах Самаре[32] (на месте бывшего Всехсвятского кладбища, где первоначально был похоронен Щорс), Клинцы и в Луганске.

### В филателии
- В СССР издательством «ИЗОГИЗ» была выпущена открытка с изображением Н. Щорса.
- Были выпущены почтовые марки СССР, посвящённые Щорсу.

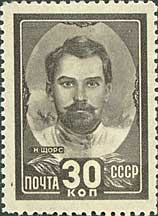
На почтовой марке (СССР, 1944 год)
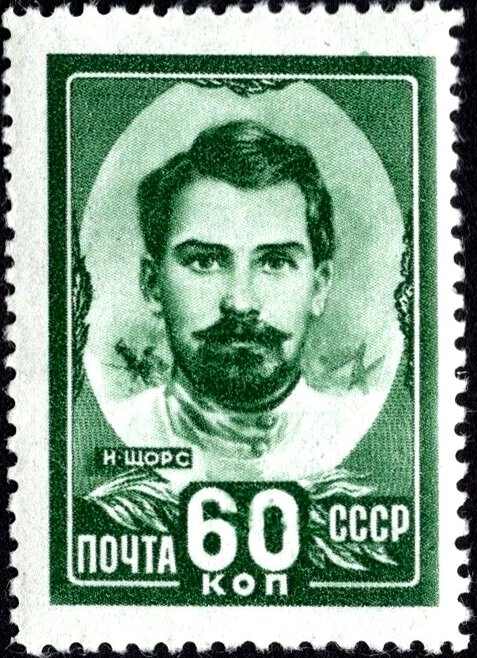
На почтовой марке (СССР, 1948 год)
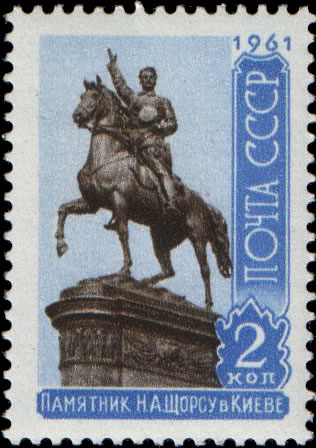
Почтовая марка 1961 год.
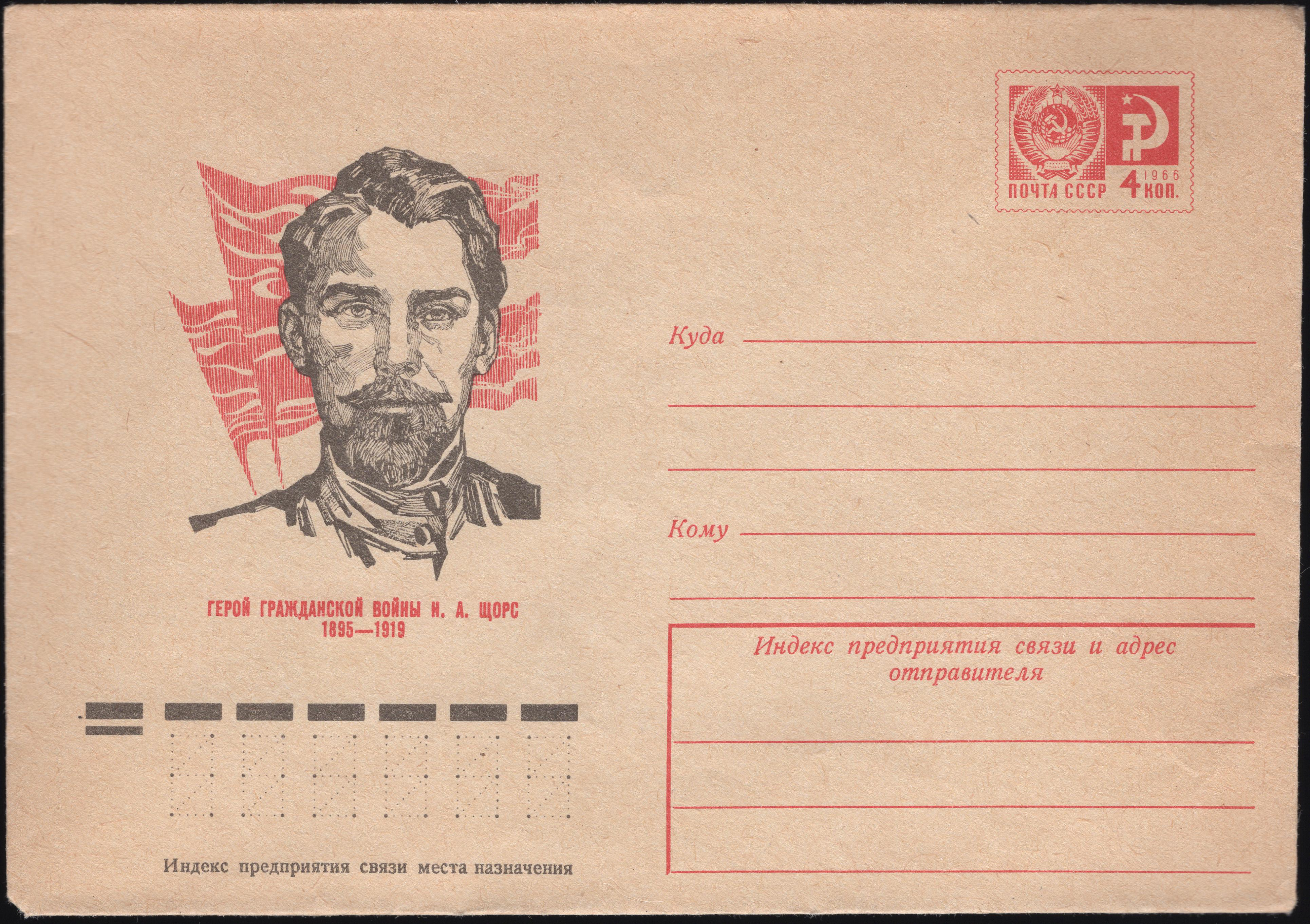
Почтовый конверт. (СССР, 1975 год)

### Прочее
- С 1941 года имя Щорса носило Ленинградское военно-медицинское училище.
- В марте 1942 года в Копыльских лесах в результате объединения четырёх партизанских групп был создан советский партизанский отряд имени Н. А. Щорса, командиром которого стал капитан Н. А. Шестопалов.[33]
- В Республике Саха (Якутия) в городе Якутске именем Щорса названо одно из озёр.
- В 1935—2016 годах город Сновск Черниговской области именовался Щорс[34].
- Прежнее название сёл Щорсовка в Житомирской области (ныне Белошицы), Полтавской области (ныне Степовое) и Херсонской области (ныне Алексеевка).
- Прежнее название сёл Щорсово в Николаевской области (ныне Счастливое) и Одесской области (ныне Шеметово).
- Щорск — прежнее название посёлка городского типа Божедаровка Днепропетровской области Украины.
- Щорс — прежнее название аула Наурызбай батыра Акмолинской области Казахстана.
- В 1937—2004 годах имя Щорса носил Запорожский областной украинский музыкально-драматический театр.
- Мемориальный музей в Сновске.